# Region Skåne Holding
Region Skåne Holding AB är ett svenskt förvaltningsbolag som agerar moderbolag för de verksamheter som Region Skåne har valt att driva i aktiebolagsform. Bolaget ägs helt av regionen.

## Bolag
Källa: 
- Fastighets AB Region Skåne 1 (100%)
- Fastighets AB Region Skåne 2 (100%)
- Film i Skåne Aktiebolag (100%)
- Folktandvården Skåne AB (100%)
- Innovation Skåne AB (100%)
- Malmö Opera och Musikteater Aktiebolag (100%)
- Region Skåne Bussdepå Malmö AB (100%)
- Skåne Care AB (100%)
- Skånes Dansteater AB (100%)
- Visit Skåne AB (100%)